# Robert Blanche
Robert Clinton Blanche (* 30. März 1962 in Pomona, Kalifornien; † 3. Januar 2020 in Seattle, Washington) war ein US-amerikanischer Schauspieler, Filmschaffender und Synchronsprecher. Einem breiten Publikum wurde er durch seine Rolle des Sgt. Franco in der Fernsehserie Grimm bekannt, in der er von 2012 bis 2017 mitwirkte.

## Leben
Blanche wurde am 30. März 1962 im kalifornischen Pomona geboren. Er wuchs in Oregon auf. In erster Ehe war er vom 28. April 1991 mit Debbi Lyn Johnson verheiratet. Die beiden wurden Eltern von insgesamt drei Kindern. Ab dem 27. Dezember 2013 bis zu seinem Tod war er mit der US-amerikanischen Schauspielerin June Eisler verheiratet. Die beiden hatten zwei gemeinsame Kinder. Drei seiner Kinder waren als Statisten 2004 im Film Shooting Nick zu sehen.
Ab Mitte der 1990er Jahre war er regelmäßig als Film- und Fernsehschauspieler zu sehen. 2009 spielte er unter anderen in den Filmproduktionen Trouble ohne Paddel 2 – Die Natur ruft! und Charlie Valentine – Gangster, Gunfighter, Gentleman mit. Von 2012 bis 2017 spielte er in insgesamt 34 Episoden der Fernsehserie Grimm die Rolle des Sgt. Franco. 2014 erhielt er eine Rolle im Fernsehfilm American Warships 2.
Er verstarb am 3. Januar 2020 in Seattle im Alter von 57 Jahren.

## Filmografie (Auswahl)

### Schauspiel
- 1994: Unsere Welt war eine schöne Lüge (Imaginary Crimes)
- 1995: Dead by Sunset (Miniserie, Episode 1x02)
- 1995–1996: Nowhere Man – Ohne Identität! (Nowhere Man, Fernsehserie, 2 Episoden, verschiedene Rollen)
- 1997: Die tödlichen Vier (Total Reality)
- 1998: Zero Effect
- 1998: Significant Others (Miniserie, Episode 1x04)
- 1998: Ally McBeal (Fernsehserie, Episode 2x07)
- 1998: Schwanger macht glücklich (Inconceivable)
- 1999: Klatsch mit Herz (Take My Advice: The Ann and Abby Story, Fernsehfilm)
- 1999: Wenn die Wahrheit lügt (Where the Truth Lies, Fernsehfilm)
- 1999: Bei Geburt vertauscht (Switched at Birth, Fernsehfilm)
- 2000: Men of Honor
- 2001: Boston Public (Fernsehserie, Episode 1x15)
- 2001: Resurrection Blvd. (Fernsehserie, Episode 2x02)
- 2002: Stephen Kings Haus der Verdammnis (Stephen King’s Rose Red, Miniserie, 2 Episoden)
- 2002: Twelve City Blocks
- 2002: Murderous Camouflage
- 2003: Die Stunde des Jägers (The Hunted)
- 2003: The Entry (Kurzfilm)
- 2003: Blind Mice (Kurzfilm)
- 2003: The Job … den Finger am Abzug (The Job)
- 2003: The Skin Horse
- 2004: Dandelion – Eine Liebe in Idaho (Dandelion)
- 2004: Shooting Nick
- 2004: Two Fisted
- 2004: What the Bleep do we (k)now!? (What the Bleep Do We Know, Dokumentation)
- 2004: Loser's Lounge
- 2004: The Dust Factory – Die Staubfabrik (The Dust Factory)
- 2004: Coming Up Easy
- 2005: Thumbsucker
- 2005: Medium – Nichts bleibt verborgen (Medium, Fernsehserie, Episode 1x05)
- 2005: The Heater
- 2005: Good Teeth
- 2005: Say Uncle
- 2005: It’s Always Sunny in Philadelphia (Fernsehserie, Episode 1x05)
- 2005: Navy CIS (NCIS, Fernsehserie, Episode 3x04)
- 2006: Emergency Room – Die Notaufnahme (ER, Fernsehserie, Episode 12x11)
- 2006: What the Bleep!?: Down the Rabbit Hole (Dokumentation)
- 2006: Fallen Angels – Jeder braucht einen Engel … (Punk Love)
- 2006: Monk (Fernsehserie, Episode 5x02)
- 2006: World Trade Center
- 2006: Raising Flagg
- 2007: Ghost Whisperer – Stimmen aus dem Jenseits (Ghost Whisperer, Fernsehserie, Episode 3x01)
- 2007: Without a Trace – Spurlos verschwunden (Without a Trace, Fernsehserie, Episode 6x04)
- 2008: The Lutheran (Kurzfilm)
- 2008: Come Hell or Highwater
- 2008: The Astonished Man
- 2008: Adam (Kurzfilm)
- 2009: Trouble ohne Paddel 2 – Die Natur ruft! (Without a Paddle: Nature’s Calling)
- 2009: Charlie Valentine – Gangster, Gunfighter, Gentleman (Charlie Valentine)
- 2009: The Perfect Game
- 2009: L.A. Crash (Crash, Fernsehserie, Episode 2x04)
- 2009–2011: Leverage (Fernsehserie, 6 Episoden)
- 2010: Ausnahmesituation (Extraordinary Measures)
- 2010: Forge
- 2010: A Walk in My Shoes (Fernsehfilm)
- 2010: Nick Bradley Might Be an Alcoholic (Fernsehfilm)
- 2011: Bucksville
- 2011: Zombie Apocalypse (Fernsehfilm)
- 2011: Wake Before I Die
- 2011: American Disciples
- 2012: Gone – Ich muss dich finden (Gone)
- 2012: Hope
- 2012–2017: Grimm (Fernsehserie, 34 Episoden)
- 2013: Home Invasion – Dieses Haus gehört mir (Foreclosed)
- 2013: Untitled Bounty Hunter Project (Fernsehfilm)
- 2013; 2018: Portlandia (Fernsehserie, 2 Episoden, verschiedene Rollen)
- 2014: Bullet
- 2014: Perception (Fernsehserie, Episode 2x11)
- 2014: Something Wicked
- 2014: American Warships 2 (Bermuda Tentacles, Fernsehfilm)
- 2014: Grimm: Meltdown (Miniserie, 4 Episoden)
- 2015: Rizzoli & Isles (Fernsehserie, Episode 5x16)
- 2015: The A-List
- 2015: Das Echelon-Desaster (Stormageddon, Fernsehfilm)
- 2015: Charlie’s Supersonic Glider (Kurzfilm)
- 2016: The Reins Maker
- 2016: Undeserved
- 2016: Z Nation (Fernsehserie, Episode 3x08)
- 2017: Blood and Sugar (Kurzfilm)
- 2017: The Two Dogs
- 2017: Tomorrow, Maybe
- 2017: Number One (Fernsehserie, Episode 1x01)
- 2019: American Brothers
- 2020: The Brain That Wouldn’t Die
- 2023: Runestone: Sizzle Reel (Fernsehserie, 1 Episode)

### Filmschaffender
- 2003: The Entry (Kurzfilm; Drehbuch, Produktion, Regie)
- 2004: Shooting Nick (Drehbuch, Produktion)
- 2011: Wake Before I Die (Produktion)
- 2015: Bound to Happen (Kurzfilm; Drehbuch, Produktion)
- 2017: Blood and Sugar (Kurzfilm; Drehbuch, Regie)
- 2017: Tomorrow, Maybe (Drehbuch, Produktion)
- 2021: Jason Rising: A Friday the 13th Fan Film (Drehbuch, Produktion)

## Synchronisationen (Auswahl)
- 2015: Battlefield Hardline (Computerspiel)